# District NTR
Le district NTR, est un district de l'État indien de l'Andhra Pradesh en Inde. Il est formé le 3 avril 2022 et nommé en référence à Nandamuri Taraka Rama Rao, surnommé NTR, acteur, producteur et réalisateur du cinéma indien,  trois fois premier ministre de l'État de l'Andhra Pradesh. 
Le siège du district est la métropole de Vijayawada.